# Mascarenotus grucheti
Il gufo di Reunion (Mascarenotus grucheti Mourer-Chauviré et al., 1994) è una specie di gufo estinta alla fine del diciassettesimo secolo.